# Siján
Siján är en ort i Argentina.   Den ligger i provinsen Catamarca, i den norra delen av landet, 1 000 km nordväst om huvudstaden Buenos Aires. Siján ligger 953 meter över havet och antalet invånare är 1 169.
Terrängen runt Siján är kuperad österut, men västerut är den platt. Terrängen runt Siján sluttar västerut. Runt Siján är det mycket glesbefolkat, med 2 invånare per kvadratkilometer.. Närmaste större samhälle är Pomán, 14,7 km söder om Siján.
Omgivningarna runt Siján är i huvudsak ett öppet busklandskap.